# Homița
Homița – wieś w Rumunii, w okręgu Jassy, w gminie Cristești. W 2011 roku liczyła 396 mieszkańców.